# Playback (musikgrupp)
Playback (hangul: 플레이백) är en sydkoreansk tjejgrupp bildad år 2015 av Coridel Entertainment.
Gruppen består av de fem medlemmarna Yena, Hayoung, Soyun, Woolim och Eunjin.

## Medlemmar
| Artistnamn   | Artistnamn | Födelsenamn   | Födelsenamn | Födelsedatum    | Medlemstid |
| Romanisering | Hangul     | Romanisering  | Hangul      | Födelsedatum    | Medlemstid |
| ------------ | ---------- | ------------- | ----------- | --------------- | ---------- |
| Yena         | 예나       | Lee Yoo-jin   | 이유진      | 4 april 1992    | 2015-idag  |
| Hayoung      | 하영       | Lee Ha-young  | 이하영      | 3 augusti 1993  | 2015-idag  |
| Soyun        | 소윤       | Seo Yoo-jin   | 서유진      | 18 juni 1994    | 2015-idag  |
| Woolim       | 우림       | Hwang Woo-lim | 황우림      | 29 augusti 1996 | 2015-idag  |
| Eunjin       | 은진       | Ma Eun-jin    | 마은진      | 14 augusti 1997 | 2017-idag  |

## Diskografi

### Album
| Albuminformation                                  | Topplacering          |
| Albuminformation                                  | Sydkorea (Gaon Chart) |
| ------------------------------------------------- | --------------------- |
| Playback (Singelalbum) - Släppt: 25 juni 2015     | —                     |
| I Wonder (Singelalbum) - Släppt: 2 september 2015 | —                     |

### Singlar
| År   | Titel                     | Topplacering          |
| År   | Titel                     | Sydkorea (Gaon Chart) |
| ---- | ------------------------- | --------------------- |
| 2015 | "Playback"                | —                     |
| 2015 | "I Wonder" (med Eric Nam) | 81                    |